# 曽山加奈子
曽山 加奈子（そやま かなこ、1987年7月17日 - ）は、長野県安曇野市（旧三郷村）出身の元女子サッカー選手、指導者。聖和学園高等学校女子サッカー部監督。

## 来歴
兄の影響で小学3年生からサッカーを始める。中学まで長野県で過ごした後は聖和学園高校、秋田大学と進学し、2007年の秋田わかすぎ国体に出場した。大学卒業後の2010年、日テレ・ベレーザに加入。同年7月4日の福岡J・アンクラス戦でなでしこリーグ初出場を果たした。2012年までは松林美久の控えだったが、2013年に松林が退団すると同シーズンの公式戦全試合に出場した。9月には日本女子代表に初招集され、同月26日のナイジェリア戦メンバーに入った。2014年もスタメンで出場し続けたが、11月3日のエキサイティングシリーズ・アルビレックス新潟レディース戦で敗れた後は山下杏也加の控えに回った。2016年1月、現役引退を発表した。
同年4月、国井精一の後任として母校・聖和学園高校女子サッカー部監督に就任した。就任の2、3年前から国井に声を掛けられており当時は現役続行のため断っていたが、国井が2017年3月に定年を迎えることを知り、国井の下で指導者の勉強をしたいと思い監督就任を承諾した。12月30日の第25回全日本高校女子サッカー選手権大会・磐田東戦に勝利し、監督として全国大会初勝利を挙げた。

## 所属クラブ
- 1996年 - 1999年 三郷サッカースポーツ少年団（三郷村立三郷小学校）
- 2000年 - 2002年 プレール安曇野（三郷村立三郷中学校）
- 2003年 - 2005年 聖和学園高等学校
- Briosita Akita2006[3]
- 2006年 - 2009年 秋田L.F.C（秋田大学）
- 2010年 - 2015年 日テレ・ベレーザ

## 個人成績
| 国内大会個人成績 | 国内大会個人成績 | 国内大会個人成績 | 国内大会個人成績 | 国内大会個人成績 | 国内大会個人成績 | 国内大会個人成績 | 国内大会個人成績 | 国内大会個人成績 | 国内大会個人成績 | 国内大会個人成績 | 国内大会個人成績 |
| 年度             | クラブ           | 背番号           | リーグ           | リーグ戦         | リーグ戦         | リーグ杯         | リーグ杯         | オープン杯       | オープン杯       | 期間通算         | 期間通算         |
| 年度             | クラブ           | 背番号           | リーグ           | 出場             | 得点             | 出場             | 得点             | 出場             | 得点             | 出場             | 得点             |
| 日本             | 日本             | 日本             | 日本             | リーグ戦         | リーグ戦         | リーグ杯         | リーグ杯         | 皇后杯           | 皇后杯           | 期間通算         | 期間通算         |
| ---------------- | ---------------- | ---------------- | ---------------- | ---------------- | ---------------- | ---------------- | ---------------- | ---------------- | ---------------- | ---------------- | ---------------- |
| 2005             | 聖和学園高       | 1                | -                | -                | -                | -                | -                | 1                | 0                | 1                | 0                |
| 2007             | Briosita Akita   | 1                | -                | -                | -                | -                | -                | 1                | 0                | 1                | 0                |
| 2010             | 日テレ           | 21               | なでしこ         | 1                | 0                | 0                | 0                | 0                | 0                | 1                | 0                |
| 2011             | 日テレ           | 21               | なでしこ         | 0                | 0                | -                | -                | 0                | 0                | 0                | 0                |
| 2012             | 日テレ           | 21               | なでしこ         | 1                | 0                | 1                | 0                | 0                | 0                | 2                | 0                |
| 2013             | 日テレ           | 21               | なでしこ         | 18               | 0                | 9                | 0                | 2                | 0                | 29               | 0                |
| 2014             | 日テレ           | 1                | なでしこ         | 24               | 0                | -                | -                | 0                | 0                | 24               | 0                |
| 2015             | 日テレ           | 1                | なでしこ1部      | 1                | 0                | -                | -                | 1                | 0                | 2                | 0                |
| 通算             | 日本             | 日本             | 1部              | 45               | 0                | 10               | 0                | 3                | 0                | 58               | 0                |
| 通算             | 日本             | 日本             | 他               | -                | -                | -                | -                | 2                | 0                | 2                | 0                |
| 総通算           | 総通算           | 総通算           | 総通算           | 45               | 0                | 10               | 0                | 5                | 0                | 60               | 0                |

出典: 聖和、Akita、日テレ

## 代表歴
- U-18日本女子代表[3]
- 日本女子代表

## 指導歴
- 2016年4月 - 聖和学園高等学校女子サッカー部 監督